# Intereuodynerus siamesicus
Intereuodynerus siamesicus är en stekelart som först beskrevs av Gusenleitner 1996.  Intereuodynerus siamesicus ingår i släktet Intereuodynerus och familjen Eumenidae. Inga underarter finns listade i Catalogue of Life.